# ماريو دي لونا
ماريو دي لونا (بالإسبانية: Mario de Luna) (5 يناير 1988 بمدينة أغواسكاليينتس في المكسيك - ) هو لاعب كرة قدم مكسيكي في مركز الدفاع. لعب مع نادي بويبلا ونادي شيفاز يو إس أي ونادي غوادالاخارا ونادي نيكاكسا.

## روابط خارجية
- ماريو دي لونا على موقع الدوري الأمريكي (الإنجليزية)
- ماريو دي لونا على موقع قاعدة بيانات كرة القدم.إي يو (الإنجليزية)
- ماريو دي لونا على موقع Soccerway.com (الإنجليزية)
- ماريو دي لونا على موقع AS.com (الإسبانية)